# Basilika Notre-Dame de Sion

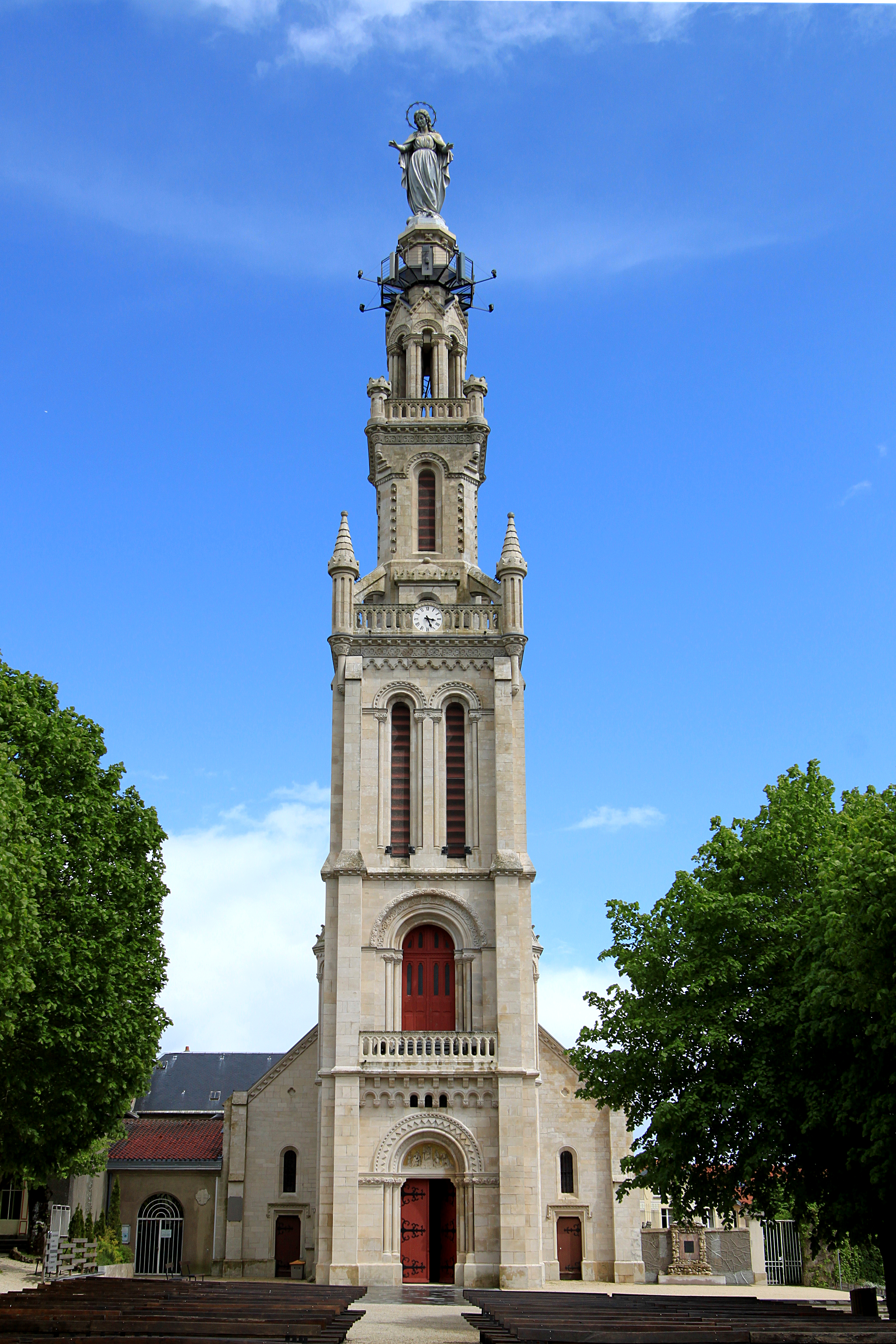
Basilika Notre-Dame de Sion

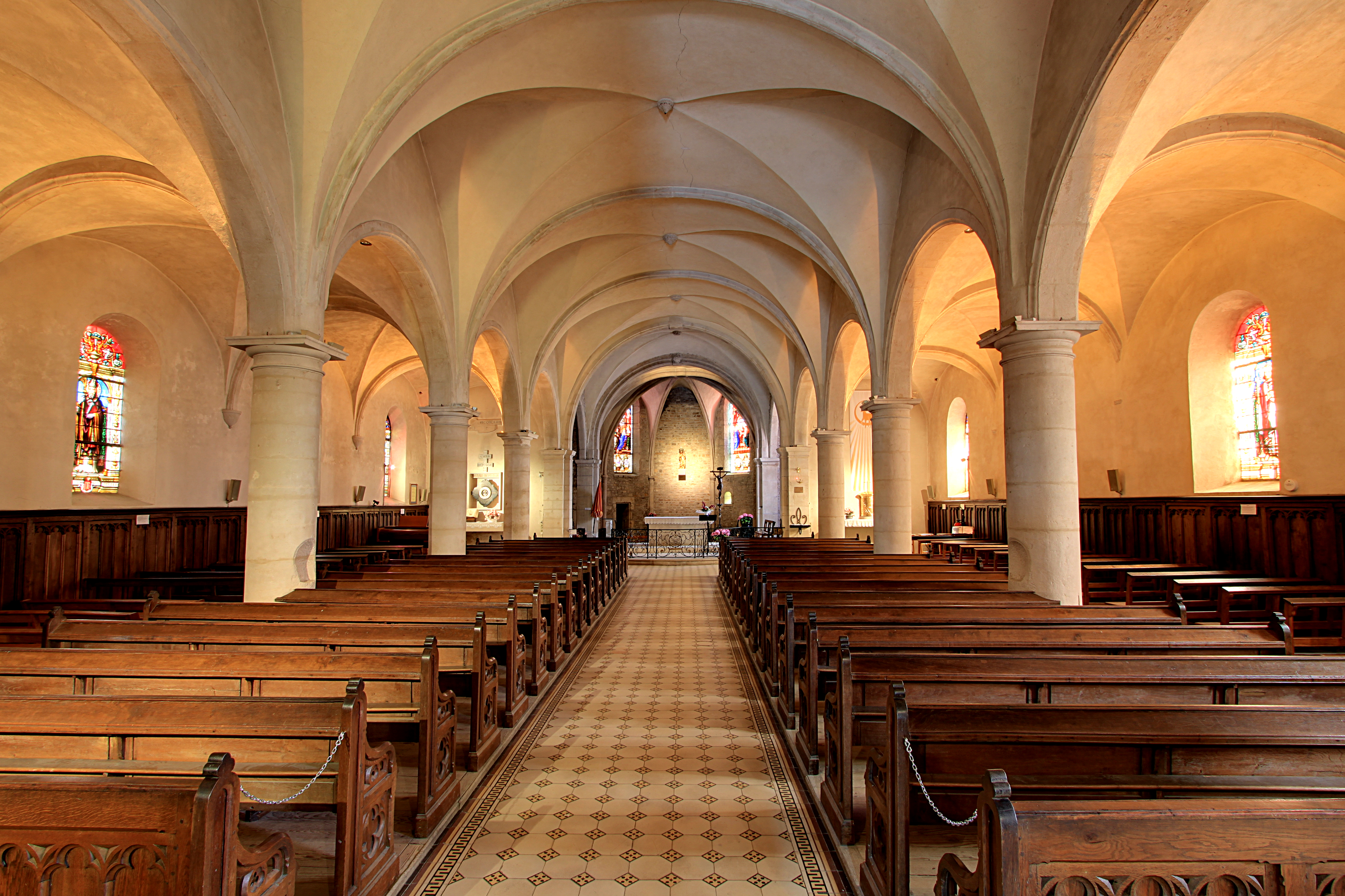
Innenraum

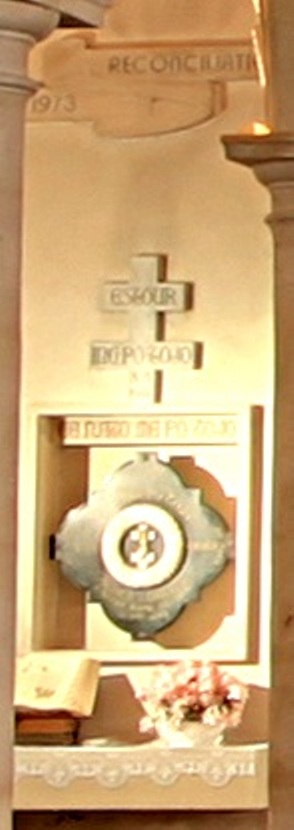
Altar der Versöhnung mit Votivinschriften

Die Basilika Notre-Dame de Sion (deutsch Basilika Unserer Lieben Frau von Sion) ist eine römisch-katholische Wallfahrtskirche auf dem Colline de Sion (Hügel von Sion) bei Saxon-Sion, gelegen in der Naturregion Saintois südlich von Nancy in der Region Grand Est. Die Liebfrauenkirche des Bistums Nancy-Toul entstand im 14. bis 19. Jahrhundert, sie hat seit 1933 den Rang einer Basilica minor und wird als Monument historique geführt.

## Geschichte
Das Pilgerziel der Marienwallfahrt des Herzogtums Lothringen entstand in Nachfolge früherer keltischer und römischer Kultstätten auf dem Hügel ab dem 10. Jahrhundert. Der Chor der Kirche wurde um 1324–1325 erbaut, der Altar stammt aus dem 15. Jahrhundert. Das Kirchenschiff wurde 1741 umgebaut. Der 45 Meter hohe Glockenturm wurde von 1858 bis 1869 von den Architekten François Lamorre und dann Léon Vautrin errichtet. Auf diesen wurde 1871 eine 7 Meter hohe Mariensäule aus der Gießerei Tusey in Vaucouleurs aufgesetzt. Die Marienwallfahrt verstärkte sich nach der Verkündigung des Dogmas der Unbefleckten Empfängnis im Jahre 1854, die über die Zeit von verschiedenen Ordensgemeinschaften im benachbarten Kloster betreut wurde.
Nach den Restaurierungen 1998 kam es 2003 zu einem Brand mit der Zerstörung der vier Glocken, der die Aufnahme in die Liste der Monuments historique noch im gleichen Jahr zusammen mit dem benachbarten Kloster initiierte. Nach Restaurierungsarbeiten wurde die Statue auf dem Glockenturm wieder zusammengesetzt. Am 13. Oktober 2007 wurden bei der neuen Kirchweihe auch die vier neue Glocken geweiht.

## Gedenkort
Die Kirche wurde zu einem Gedenkort für die Opfer der deutsch-französischen Kriege, von denen Lothringen immer besonders betroffen war, und für die Teilung Lothringens 1871–1918 und 1940–1944. Über dem Altar des nördlichen Seitenschiffs wurden Votivtafeln zur Muttergottes mit lothringischen Inschriften angebracht, die die Unteilbarkeit der Region zum Thema haben:
- 1873: Ce n'a me po tojo – „Es ist nicht für immer“; dazu ein in der Mitte zerbrochenes Lothringerkreuz
- 1920: Ce n'ato me po tojo – „Es war nicht für immer“; über dem Bruch des Lothringerkreuzes wurde ein goldener Palmzweig angebracht
- 1946: Estour inc po tojo – „Jetzt für immer eins“

1973 wurde anlässlich einer französisch-deutschen Gedenk- und Versöhnungsfeier darüber das Wort Réconciliation – „Versöhnung“ angebracht.

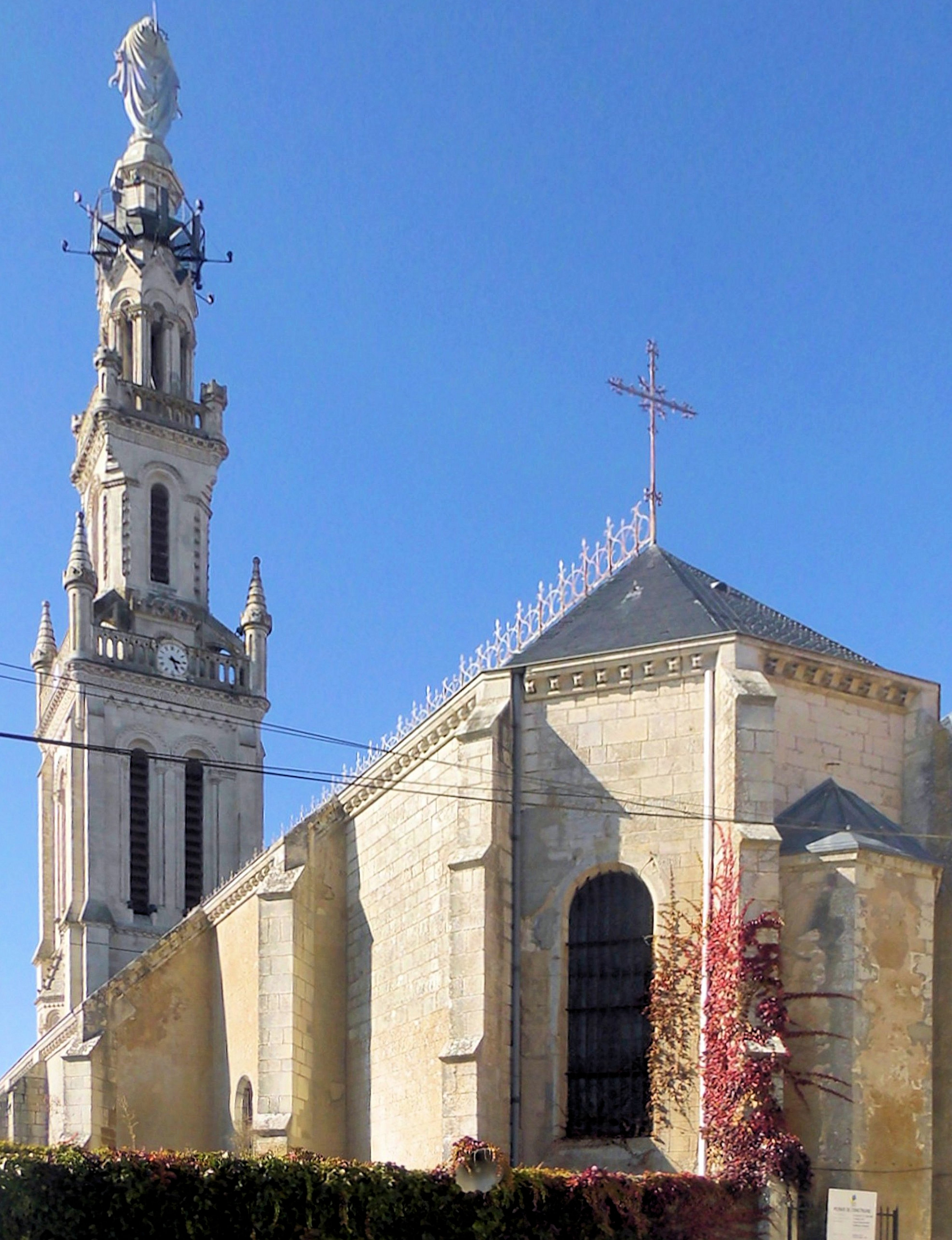
Südostseite der Basilika